# Nullwendekreismäher
Ein Nullwendekreismäher, auch bekannt unter dem eingedeutschten englischen Namen Zero-Turn-Mäher, ist eine Sonderform des Rasenmähers, die mit hydraulischen Radantriebssystemen für präzises Manövrieren ausgestattet ist.

## Funktionsweise

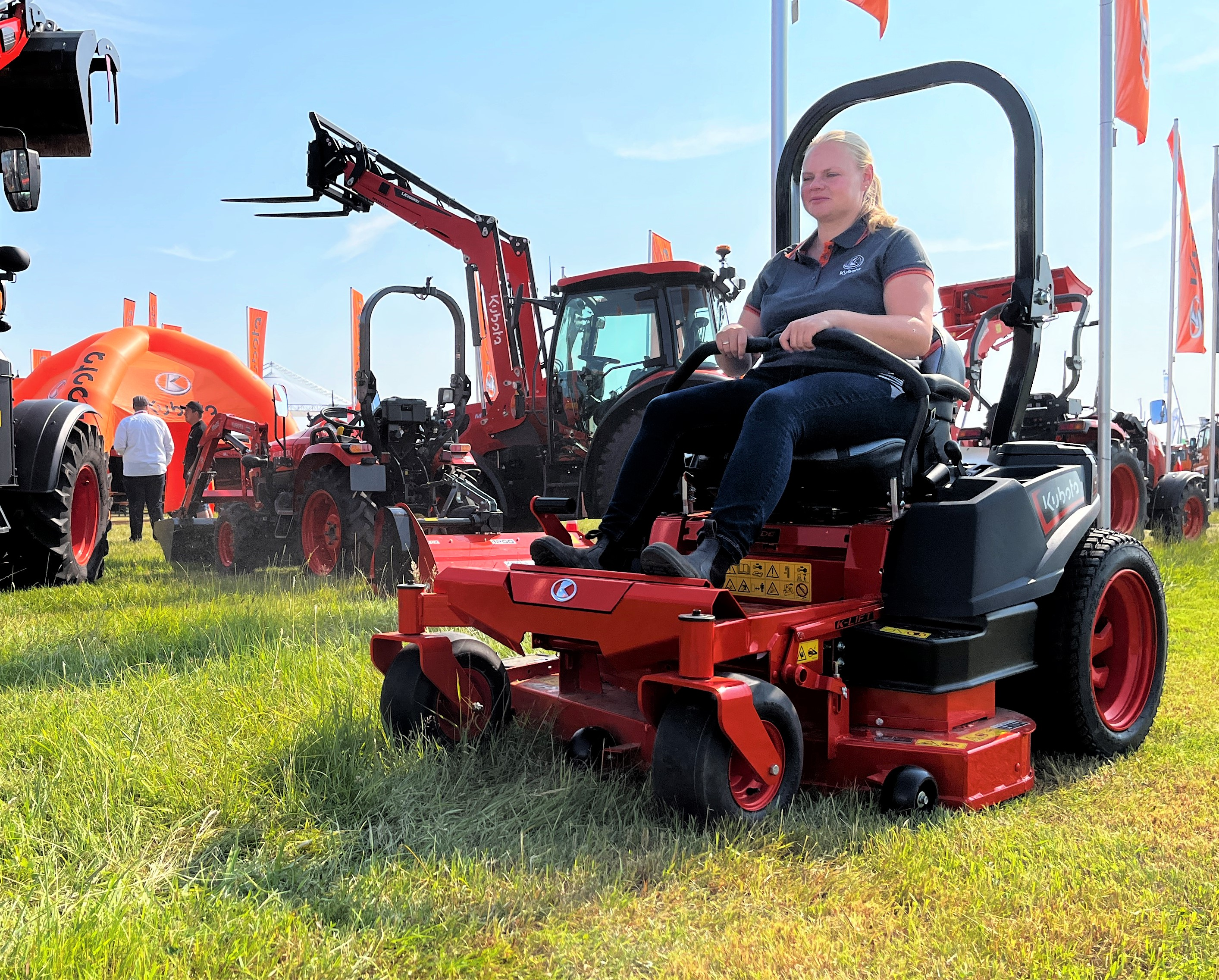
Nullwendekreismäher Kubota Z2-481

Nullwendekreismäher gehören zu den Aufsitzmähern. Im Gegensatz zu anderen Rasenmähern können sich Nullwendekreismäher um die eigene Achse und auf der Stelle drehen, was zur Folge hat, dass beim Rasenmähen keine Wendekreise entstehen und das Wenden schneller gelingt. Unterschieden wird zwischen mid-mount zero-turn mowers, die ihr Schneidewerk in der Mitte des Gerätes unter dem Fahrersitz haben, oder front-mount zero-turn mowers, die ihr Schneidewerk vorne am Gerät haben. Der Betrieb der Nullwendekreismäher erfolgt durch Benzin oder durch Batterien.
Der Großteil der Nullwendekreismäher hat kein Steuerungsrad, stattdessen funktioniert die Lenkung in der Regel über zwei Hebel, die mit den Motoren und über diese mit den Rädern verbunden sind. Wenn beide Hebel nach vorne gedrückt werden, fährt der Nullwendekreismäher vorwärts, wenn beide Hebel nach hinten gedrückt werden, rückwärts. Je stärker man die Hebel nach vorne oder hinten drückt, desto schneller bewegt sich der Mäher in die entsprechende Richtung. Der Mäher stoppt, wenn die Hebel in keine Richtung gehalten werden. Drehungen des Nullwendekreismähers auf der Stelle werden durchgeführt, indem man einen der Hebel drückt und den anderen Hebel gar nicht bewegt (z. B. sollte bei einer Rechtsdrehung der linke Hebel gedrückt werden). Der Nullwendekreismäher dreht sich dann einmal um die stehenden Räder, auf deren Seite der Hebel nicht betätigt wurde. Falls die Drehung langsamer und fließender erfolgen soll, werden beide Hebel gedrückt gehalten, aber der eine Hebel stärker als der andere. Damit die beiden Fahrtseiten mit ihren jeweiligen Rädern unabhängig voneinander agieren können, besitzen Nullwendekreismäher für jede Fahrtseite jeweils einen Motor bzw. eine Batterie.

## Einsatzgebiet
Besonders häufig werden Nullwendekreismäher bei großen Rasenflächen oder von professionellen Gärtnern verwendet. Aufgrund ihrer Manövrierfähigkeit werden sie auch häufig bei Rasenflächen mit Hindernissen wie Bäumen, Sträuchern oder Blumenbeeten genutzt.
In den Vereinigten Staaten werden Nullwendekreismäher häufig eingesetzt, in Europa und im deutschsprachigen Raum sind sie erst in jüngerer Zeit zunehmend in Gebrauch gekommen.

## Geschichte
Max B. Swisher aus Warrensburg, Missouri, entwarf im Jahr 1949 den ersten kommerziell erhältlichen Nullwendekreismäher. Dieser war dreirädrig und unterscheidet sich deutlich von den meisten heutigen Modellen.
1963 entwickelte John Regier, ein Mitarbeiter des Landmaschinenherstellers Hesston Corporation aus Kansas, unabhängig von Swisher einen vierrädrigen Nullwendekreismäher. Die Hesston Corporation hatte zuvor einen Schwadmäher mit einem Gegendrehungsmechanismus entworfen, und Regier kam auf die Idee, diesen Mechanismus auf Rasenmäher anzuwenden. Regier entwickelte und verkaufte 24 Nullwendekreismäher, machte aber nach eigenen Angaben keinen Profit damit. Er verkaufte sein Patent an den Landmaschinenhersteller Exel Industries, die ihren Nullwendekreismäher 1965 vorstellten und diese Erfindung erstmals großflächig bekannt machten.
Der englische Begriff zero-turn mower, der mitunter auch im deutschsprachigen Raum verwendet wird, wurde 1974 von der Firma Dixon erfunden, als sie ihre eigenen Nullwendekreismäher verkauften. 2009 wurde der erste Nullwendekreismäher auf den Markt gebracht, der ausschließlich durch Batterien betrieben ist. 2024 brachte der Hersteller Kubota das Modell ZE-481 auf den Markt, das mit einem Batterie-Schnellwechselsystem mit zwei Batterien eine längere ununterbrochene Fahrtzeit hat.